# 1127 w polityce

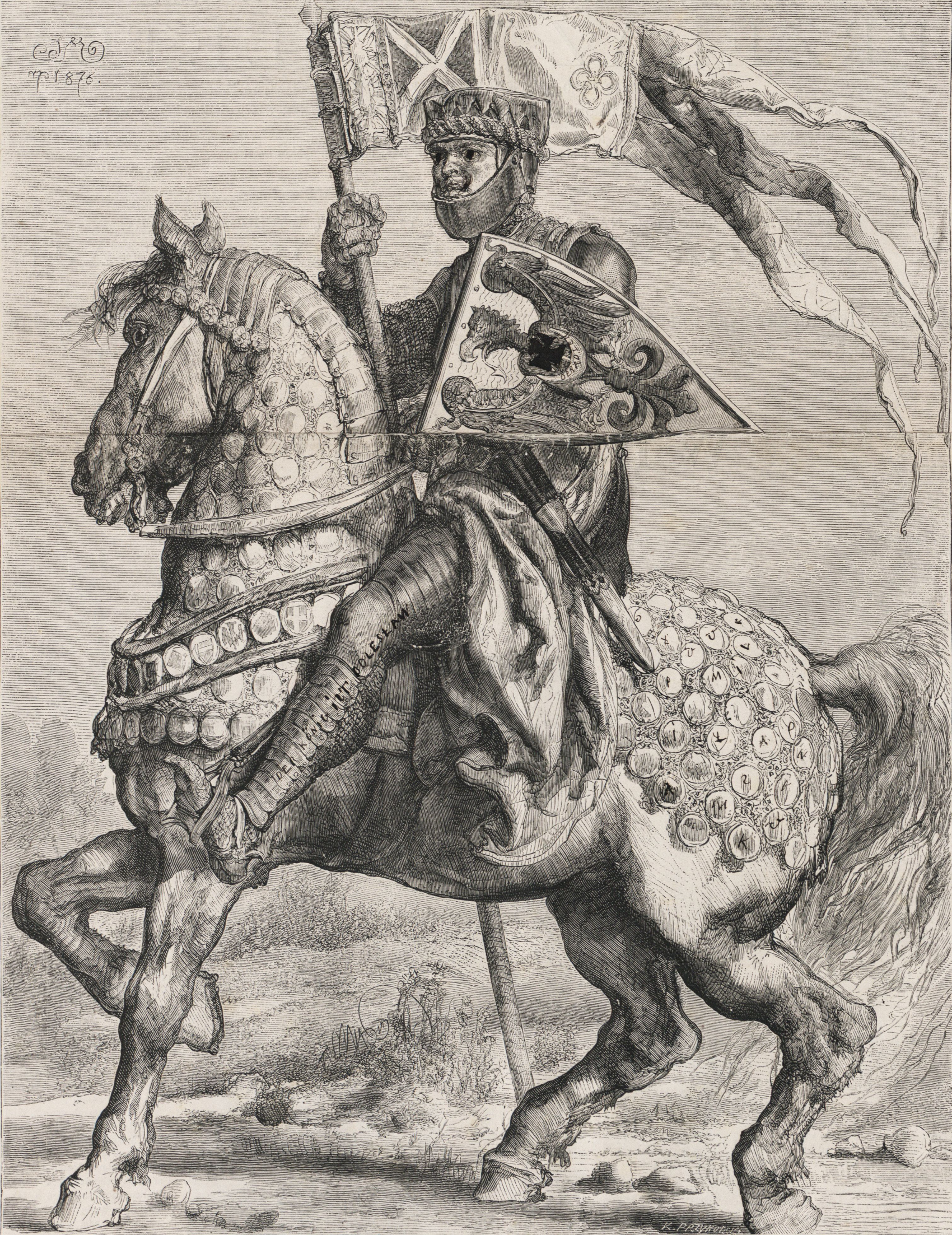
Bolesław I Wysoki

Wydarzenia polityczne w 1127 roku.

## Wydarzenia
- Wojna domowa we Flandrii (po zamordowaniu hrabiego Karola Dobrego)[1].

## Urodzili się
- Bolesław I Wysoki, książę śląski[2].